# Apple Studios
Ne doit pas être confondu avec Apple Studio Display.
Apple Studios est une société américaine de production cinématographique et télévisuelle qui est une filiale d'Apple. Elle est spécialisée dans le développement et la production de séries télévisées et de films en exclusivité pour le service de streaming Apple TV+.

## Histoire
En octobre 2019, The Hollywood Reporter a dévoilé qu'Apple lançait sa propre société de production, supervisée par Zack Van Amburg et Jamie Erlicht, pour produire du contenu original cinématographique et télévisuelle pour Apple TV+.
La première production sortie est le film Swan Song, en co-production avec Anonymous Content et Concordia Studio en décembre 2021, tandis que la première série est Les Derniers Jours de Ptolemy Grey dont la diffusion a débuté en mars 2022.

## Productions
NC signifie Non Communiqué.
Les titres indiqués sont ceux de la version française si dévoilés (à défaut ce sont ceux de la version originale), les titres québécois peuvent être différents.

### Cinématographique

#### Confirmés par Apple
Source : (en) Apple TV+ Press
| Titre                                                  | Genre                       | Statut              | Première            | Co-production(s)                                                   |
| Sorti sur Apple TV+                                    | Sorti sur Apple TV+         | Sorti sur Apple TV+ | Sorti sur Apple TV+ | Sorti sur Apple TV+                                                |
| ------------------------------------------------------ | --------------------------- | ------------------- | ------------------- | ------------------------------------------------------------------ |
| Swan Song                                              | Drame / Science-fiction     | Sorti               | 17 décembre 2021    | Anonymous Content Concordia Studio                                 |
| En productions                                         |                             |                     |                     |                                                                    |
| Bad Blood                                              | Drame / Biopic              | En pré-production   | NC                  | Legendary Pictures Hyperobject Industries Gary Sanchez Productions |
| Black & Blues : The Colorful Ballad of Louis Armstrong | Documentaire                | Commandé            | Automne 2022        | Imagine Documentaries                                              |
| Carrie and Me                                          | Biographie                  | En développement    | NC                  | --/--                                                              |
| Dolly                                                  | Science-fiction / Drame     | En développement    | NC                  | --/--                                                              |
| Emancipation                                           | Action / Thriller           | En tournage         | 2023                | Westbrook Studios Fuqua Films McFarland Entertainment              |
| Ghosted                                                | Action / Comédie dramatique | En tournage         | NC                  | --/--                                                              |
| Killers of the Flower Moon                             | Drame historique            | Sorti               | NC                  | --/--                                                              |
| Napoléon                                               | Film historique             | Sorti               | NC                  | Scott Free Productions                                             |
| Raymond & Ray                                          | Comédie dramatique          | En post-production  | Automne 2022        | --/--                                                              |
| Snow Blind                                             | Thriller                    | En développement    | NC                  | Boom! Studios                                                      |

#### Autres
Films commandés ou en cours de développement, dont des informations ont été révélés. Il est possible que certains programmes soient modifiés ou abandonnés, et que les dates soient changés.
| Titre                   | Genre                                | Statut           | Première      | Co-production(s)     |
| En production           | En production                        | En production    | En production | En production        |
| ----------------------- | ------------------------------------ | ---------------- | ------------- | -------------------- |
| Film avec Andy Samberg, | Science-fiction / Comédie dramatique | En développement | NC            | Red Hour Productions |

### Télévisuelle

#### Confirmés par Apple
Source : (en) Apple TV+ Press
| Titre                                          | Genre                       | Statut           | Début de diffusion | Co-production(s)                                               |
| Sortis                                         | Sortis                      | Sortis           | Sortis             | Sortis                                                         |
| ---------------------------------------------- | --------------------------- | ---------------- | ------------------ | -------------------------------------------------------------- |
| Les Derniers Jours de Ptolemy Grey             | Drame                       | Mini-série       | 11 mars 2022       | Anonymous Content                                              |
| WeCrashed                                      | Entreprise / WeWork / Drame | Mini-série       | 18 mars 2022       | Paradox Productions                                            |
| Black Bird                                     | Action                      | Mini-série       | 8 juillet 2022     | --/--                                                          |
| Datée                                          |                             |                  |                    |                                                                |
| Surface                                        | Thriller psychologique      | En attente       | 29 juillet 2022    | Hello Sunshine                                                 |
| En productions                                 |                             |                  |                    |                                                                |
| City on Fire                                   | Drame                       | Commandé         | NC                 | --/--                                                          |
| Dark Matter                                    | Science fiction             | En développement | NC                 | Sony Pictures Television                                       |
| High Desert                                    | Comédie                     | Commandé         | NC                 | --/--                                                          |
| Lessons in Chemistry                           | Drame                       | Commandé         | NC                 | --/--                                                          |
| Manhunt                                        | Docu-série / Crime          | Commandé         | NC                 | Lionsgate Television                                           |
| Masters of the Air                             | Drame de guerre             | En tournage      | NC                 | Playtone Amblin Television Parliament of Owls                  |
| Metropolis                                     | Science-fiction             | Commandé         | NC                 | Esmail Corp Anonymous Content Universal Content Productions    |
| The Changeling                                 | Drame / Horreur             | En tournage      | NC                 | Annapurna Pictures                                             |
| The Crowded Room                               | Anthologie / Thriller       | Commandé         | NC                 | New Regency Television Weed Road Productions EMJAG Productions |
| The New Look                                   | Drame / Mode                | En développement | NC                 | --/--                                                          |
| The White Darkness                             | Drame                       | Commandé         | NC                 | Universal Content Productions                                  |
| Série sans titre en production                 |                             |                  |                    |                                                                |
| Série des sociétés Team Downey et Adam Perlman | Drame                       | Commandé         | NC                 | --/--                                                          |

#### Autres
Films commandés ou en cours de développement, dont des informations ont été révélés. Il est possible que certains programmes soient modifiés ou abandonnés, et que les dates soient changés.
| Titre                                                 | Genre                 | Statut           | Début de diffusion | Co-production(s)                  |
| En production                                         | En production         | En production    | En production      | En production                     |
| ----------------------------------------------------- | --------------------- | ---------------- | ------------------ | --------------------------------- |
| Strange Planet,                                       | Animation pour adulte | Commandé         | NC                 | ShadowMachine Harmonious Claptrap |
| Série sans titre en production                        |                       |                  |                    |                                   |
| Série sur Satchel Paige et à la Negro League Baseball | Docu-série            | En développement | NC                 | Kapital Entertainment             |